# Supercopa de México
La Supercopa de México, oficialmente denominada Supercopa MX, fue un torneo oficial del fútbol mexicano organizado por la Federación Mexicana de Fútbol Asociación donde participaban exclusivamente los campeones de la Copa MX de los torneos de Apertura y Clausura de un mismo año futbolístico.

## Historia
En el año 2013 con el objetivo de incentivar la participación de los equipos de la primera división dentro del torneo de Copa MX (entiéndase, que el equipo jugase el torneo con la mayoría de su plantilla titular), la Liga MX planteo otorgar un premio deportivo al equipo ganador de dicho torneo. La todavía participación de tres equipos mexicanos en la Copa Libertadores hizo que la liga propusiese celebrar un torneo de campeones al que determinó llamar Supercopa MX entre los ganadores del torneo de copa de apertura y clausura en un año futbolístico bajo el formato de ida y vuelta, donde el equipo vencedor ganaría un lugar en la Copa Libertadores como México 3 (etapa de reclasificación).
Con el establecimiento de este nuevo torneo, los primeros dos equipos en disputar dicha gesta fueron Monarcas Morelia campeón del torneo de Copa MX Apertura 2013 y los Tigres de la UANL campeón del torneo de Copa MX Clausura 2014; resultando vencedor el equipo michoacano al imponerse con un global de 5-4 al equipo universitario, consiguiendo así su clasificación a la Copa Libertadores 2015 como México 3.
A partir de la edición 2015 la liga decide que la Supercopa MX se disputaría a partido único en los Estados Unidos previo al juego de Campeón de Campeones teniendo como primer campeón al Puebla FC, campeón de la Copa MX Clausura 2015, quien derrotó 1-0 al Monarcas Morelia campeón del torneo de Copa MX Apertura 2013 consiguiendo así su lugar como México 3 en la  Copa Libertadores 2016.
Para la temporada 2019-20, la Copa MX cambió su formato a un solo torneo por año futbolístico, por lo que únicamente habría un campeón, suprimiendo así la SuperCopa MX, teniendo como última edición la de 2019 y como último campeón al Cruz Azul que derrotó 4-0 al Necaxa en la edición 2018-19.

## Sistema de competencia
Los dos equipos que resultasen campeones de la Copa MX en un año futbolístico (es decir los ganadores del torneo de Apertura y Clausura de la Copa MX), obtendrán el derecho a disputar la Supercopa MX a juego único en Estados Unidos.
El equipo ganador será aquel que haga el mayor número de goles. Si al término del tiempo reglamentario el partido está empatado, se procederá a lanzar tiros penales, hasta que resulte un vencedor.
El incentivo de la Supercopa MX era la clasificación a la Copa Libertadores como "México 3", sin embargo, en 2017 los clubes mexicanos dejaron de participar de este torneo.

## Campeones
| Temporada | Campeón del Apertura | Resultado | Campeón del Clausura | Campeón de la Supercopa | D.T. Campeón         | Estadio(s)                 |
| --------- | -------------------- | --------- | -------------------- | ----------------------- | -------------------- | -------------------------- |
| 2013-14   | Morelia              | 5-4       | Tigres UANL          | Morelia                 | Ángel David Comizzo  | Morelos / Universitario    |
| 2014-15   | Morelia*             | 0-1       | Puebla               | Puebla                  | Pablo Marini         | Toyota                     |
| 2015-16   | Guadalajara          | 2-0       | Veracruz             | Guadalajara             | Matías Almeyda       | StubHub Center             |
| 2016-17   | Querétaro            | 2-0       | América+             | Querétaro               | Jaime Lozano         | StubHub Center             |
| 2017-18   | Monterrey            | 0-1       | Necaxa               | Necaxa                  | Marcelo Michel Leaño | StubHub Center             |
| 2018-19   | Cruz Azul            | 4-0       | Necaxaº              | Cruz Azul               | Pedro Caixinha       | Dignity Health Sports Park |

* : Monarcas defendió su título, ya que Santos por ser campeón de liga en el Clausura 2015 no pudo disputar ambos torneos al mismo día, este último jugaría Campeón de Campeones con América.
+ : Guadalajara campeón de Copa, también fue campeón de liga, por lo que tuvo que disputar el campeón de Campeones. El Club América sería el equipo participante por ser el que más puntos acumuló en la temporada de Copa.
º : Necaxa defendió su título de la Supercopa debido a que América, campeón de la Copa Clausura 2019, participó en el Campeón de Campeones al ser el monarca de liga del Apertura 2018.

### Campeonatos por club
| Club        | Títulos | Subtítulos | Años Campeón | Años Subcampeón |
| ----------- | ------- | ---------- | ------------ | --------------- |
| Morelia     | 1       | 1          | 2013-14      | 2014-15         |
| Necaxa      | 1       | 1          | 2017-18      | 2018-19         |
| Puebla      | 1       | -          | 2014-15      | -               |
| Guadalajara | 1       | -          | 2015-16      | -               |
| Querétaro   | 1       | -          | 2016-17      | -               |
| Cruz Azul   | 1       | -          | 2018-19      |                 |
| Tigres UANL | -       | 1          | -            | 2013-14         |
| Veracruz    | -       | 1          | -            | 2015-16         |
| América     | -       | 1          | -            | 2016-17         |
| Monterrey   | -       | 1          | -            | 2017-18         |

## Participaciones
| Equipo      | Participaciones |
| ----------- | --------------- |
| Morelia     | 2               |
| Necaxa      | 2               |
| Tigres      | 1               |
| Puebla      | 1               |
| Guadalajara | 1               |
| Veracruz    | 1               |
| Querétaro   | 1               |
| América     | 1               |
| Monterrey   | 1               |
| Cruz Azul   | 1               |

## Máximos Goleadores
| N.º | Futbolista            | Goles | Part. | Período | Equipos     |
| --- | --------------------- | ----- | ----- | ------- | ----------- |
| 1   | Hernán Darío Burbano  | 2     | 2     | 2013-14 | Tigres      |
| 1   | Juninho               | 2     | 2     | 2013-14 | Tigres      |
| 2   | Óscar Fernández       | 1     | 2     | 2013-14 | Morelia     |
| 2   | Jorge Zárate          | 1     | 2     | 2013-14 | Morelia     |
| 2   | Hamilton Pereira      | 1     | 2     | 2013-14 | Morelia     |
| 2   | Duvier Riascos        | 1     | 2     | 2013-14 | Morelia     |
| 2   | Carlos Adrián Morales | 1     | 1     | 2013-14 | Morelia     |
| 2   | Luis Gabriel Rey      | 1     | 1     | 2014-15 | Puebla      |
| 2   | Orbelín Pineda        | 1     | 2     | 2015-16 | Guadalajara |
| 2   | Omar Bravo            | 1     | 1     | 2015-16 | Guadalajara |
| 2   | Emanuel Villa         | 1     | 1     | 2016-17 | Querétaro   |
| 2   | Hiram Mier            | 1     | 1     | 2016-17 | Querétaro   |
| 2   | Francisco Córdova     | 1     | 1     | 2017-18 | Necaxa      |
| 2   | Milton Caraglio       | 1     | 1     | 2018-19 | Cruz Azul   |
| 2   | Elías Hernández       | 1     | 1     | 2018-19 | Cruz Azul   |
| 2   | Édgar Méndez          | 1     | 1     | 2018-19 | Cruz Azul   |
| 2   | Juan Escobar          | 1     | 1     | 2018-19 | Cruz Azul   |